# Almuradiel
Almuradiel es un municipio español perteneciente a la provincia de Ciudad Real, en la comunidad autónoma de Castilla-La Mancha. Cuenta con una población de 761 habitantes (INE 2020). Tiene una superficie de 66,16 km² y una densidad de 12,98 hab/km². Aparte de la localidad homónima, el término municipal incluye al sur la parte norte de la pedanía de Venta de Cárdenas.

## Geografía
Está situado en el sur de la provincia de Ciudad Real, lindando con Andalucía, y forma parte de la comarca de Sierra Morena de Ciudad Real. Dista 74 kilómetros de la capital provincial y está atravesado por la autovía del Sur, entre los pK 231 y 243. En las proximidades del pueblo se inicia el paso de Despeñaperros, garganta labrada por el río Despeñaperros.
El relieve del término municipal es irregular y montañoso, con altitudes que oscilan entre los 690 metros junto a los ríos y los 952 metros de las zonas más elevadas de la sierra de Sotillo, al sureste. Son numerosos los arroyos que discurren entre las elevaciones del territorio, además del río Magaña, que discurre por el sur del municipio antes de formar el río Despeñaperros al unirse con otro arroyo en Venta de Cárdenas. La vegetación de bosques secos es dominada por pino, encina, alcornoque y jara. El pueblo se alza en una zona más llana a 808 metros sobre el nivel del mar. 
Está totalmente enclavado en el municipio de Viso del Marqués. 
| Noroeste: Viso del Marqués | Norte: Viso del Marqués | Noreste: Viso del Marqués |
| Oeste: Viso del Marqués    |                         | Este: Viso del Marqués    |
| Suroeste: Viso del Marqués | Sur: Viso del Marqués   | Sureste: Viso del Marqués |

## Historia

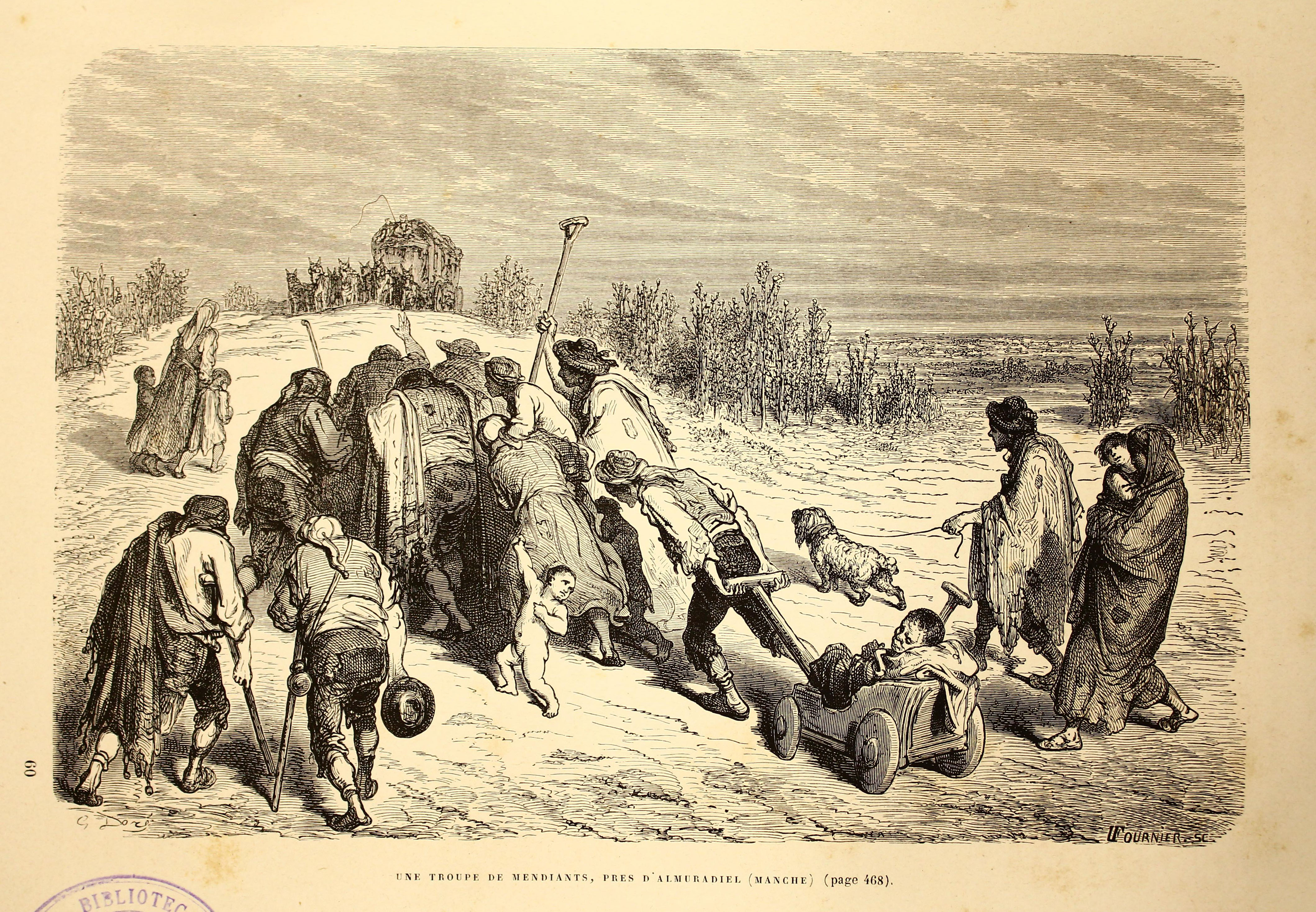
Un grupo de mendigos cerca de Almuradiel, dibujo de Gustave Doré en L'Espagne (1874)

Hay vestigios de yacimientos de época romana sin estudiar.
Su nombre es de origen árabe, significando lo mismo que El Muradal, equivalente a "muro". Se encuentra en la entrada norte-nordeste de este puerto de montaña, el puerto del Muradal, preámbulo de paso a Despeñaperros, siendo una de las dos principales entradas a Andalucía, tanto por carretera como por ferrocarril.
Desde 1761 se planteaba la construcción de un camino más cómodo y practicable que conectase Madrid con Andalucía. En 1779 se inició este camino real, siguiendo la planificación del ingeniero francés Carlos Lemaur. El tramo de Despeñaperros se terminó en 1780. En la ruta existía un gran espacio vacío entre Santa Cruz de Mudela y Santa Elena, que se quiso solventar con la creación de la población de Concepción de Almuradiel. El nombre de Concepción se debía a la devoción que sentía Carlos III por la Inmaculada Concepción de María, lo que motivó solicitar el patronazgo de España a esta advocación mariana, que también había sido nombrada patrona de las Nuevas Poblaciones de Sierra Morena y Andalucía y titular de sus parroquias, fundadas años antes con el superintendente Pablo de Olavide.
La dehesa de Almuradiel estaba bajo la jurisdicción de la Orden de Calatrava, por lo cual fue preciso autorización pontificia para adquirirla como tierra realenga. Esta se obtuvo por breve del papa Pío VI de 3 de octubre de 1780.
En febrero de 1781 la administración real tomó posesión del territorio e instó a los vecinos de las localidades del Viso del Marqués (de cuyo término se habían segregado las tierras de Almuradiel) y de Santa Cruz de Mudela a instalarse en las parcelas en las que se dividiría el territorio a colonizar.
En abril de 1781 fue nombrado intendente de esta población Joaquín Canet, que procedió a dividir el área en 55 suertes con sus correspondientes solares para la construcción de viviendas, cifra que posteriormente se amplió a 63. Se situaron 32 casas junto al camino real, dando lugar al núcleo urbano primitivo del municipio, mientras que otras se dispersaron en otros sitios a lo largo del mismo camino.
Los colonos de Almuradiel debieron afrontar sin ayudas económicas la construcción de sus casas, a diferencia de los de las nuevas poblaciones creadas años antes, pero disfrutaron de ventajas fiscales. Las labores de deforestación para poder cultivar la tierra avanzaron lentamente, lo que provocó tensiones con Canet, que quería que avanzasen según lo previsto. Esto dio lugar a tensiones con el intendente, que fue cesado en 1793, y el pueblo fue incorporado administrativamente a las Nuevas Poblaciones de Sierra Morena, que en aquel momento dirigía como intendente Miguel de Ondeano. Desde entonces, estuvo sujeta al Fuero de Nuevas Poblaciones de 1767 hasta su derogación en 1835.
El hecho de estar localizado junto al nuevo Camino Real de Andalucía, le proporcionaba un trasiego continuo de diligencias y correos: 

Es tránsito de la carrera de Andalucía; pasan los correos para la corte los lúnes, miércoles y sábados á las 11 de la noche, y para Andalucía los domingos, miércoles y viernes á las 4 de la mañana: del mismo modo hacen su tránsito los coches de las compañías de diligencias Generales y Peninsulares, pasando alternativamente un día para la corte y otro para Andalucía: las horas del primer tránsito son a las 3 de la tarde, y del segundo á las 3 de la mañana.[sic]
Pascual Madoz, Diccionario geográfico-estadístico-histórico de España y sus posesiones de Ultramar Tomo 2, pág. 182

La localidad cuenta con una iglesia parroquial, la iglesia de la Purísima Concepción, declarada bien de interés cultural, con un gran número de esculturas.

## Demografía
Almuradiel cuenta con una población de 752 habitantes (INE 2024).
| Gráfica de evolución demográfica de Almuradiel entre 1842 y 2021                                                    |
| |
| Población de derecho según los censos de población del INE Población de hecho según los censos de población del INE |

## Economía

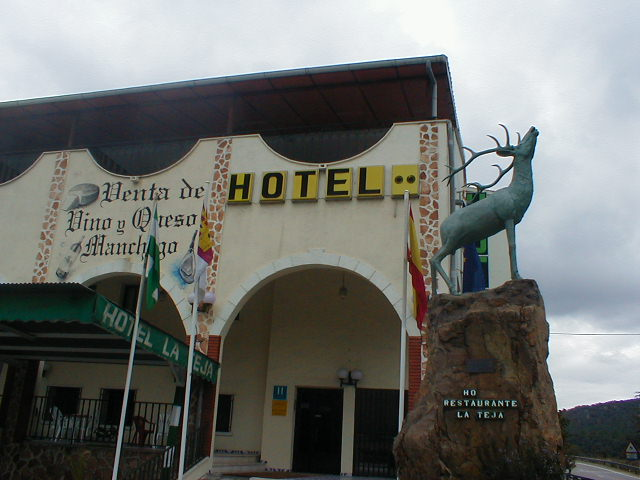
Establecimiento hotelero en Venta de Cárdenas con la escultura de un ciervo

La economía depende principalmente de la hostelería y la agricultura de cereales y olivos. Existe ganadería de ovino y vacuno. Entre las especies cinegéticas de la zona figuran perdiz, conejo, cabra montés, ciervo, jabalí y, en verano, la caza de la paloma. También hay varios hoteles debido a que la autovía A-4 pasa por el pueblo.

## Cultura y ocio
El 15 de mayo se celebra San Isidro Labrador. En esta celebración se pasea al santo por el pueblo el 14 de mayo y se baja al día siguiente a la ermita, donde tiene lugar la romería en la que se comen las tradicionales migas manchegas. Del 1 al 8 de agosto se celebran las fiestas de la juventud, donde hay mucho ambiente y viene gente de las localidades vecinas . El 8 de diciembre se celebra la Inmaculada Concepción, fiesta de la patrona de la localidad, homenajeada en la procesión, la fiesta más importante del año; En esta procesión se lleva a cabo el traslado de la imagen de la virgen por las calles del pueblo, portada por la cuadrilla de Portadores de la Purísima, mientras que los cazadores del pueblo disparan salvas a la virgen al grito de Viva la Purísima, con el que José Soto ya se ha convertido en el dirigente de este grito. 
En lo relativo al deporte existe el equipo de futbol sala "Ayuntamiento de Almuradiel, y en las fiestas de la juventud se disputa una liga de pádel que abarca desde el 1 hasta el 10 de agosto